# Carmella (wrestlerka)
Leah Van Dale (ur. 23 października 1987 w Worchester w Massachusetts) – amerykańska profesjonalna wrestlerka, menedżerka wrestlingowa, tancerka i modelka, obecnie występująca w federacji WWE w brandzie Raw pod pseudonimem ringowym Carmella.
W czerwcu 2013 Van Dale podpisała kontrakt z WWE i została przydzielona do szkółki WWE Performance Center umiejscowionej w Orlando na Florydzie. W październiku przyszłego roku zadebiutowała jako menedżerka Enzo Amore i Colina Cassady. W lipcu 2016 zadebiutowała w głównym rosterze federacji w brandzie SmackDown. Rok później stała się pierwszą żeńską zdobywczynią walizki Money in the Bank. W kwietniu 2018 roku, wykorzystała swój kontrakt i pokonała Charlotte Flair zostając tym samym nową WWE SmackDown Women’s Champion. W 2019 roku Carmella wygrała zarówno WrestleMania Women’s Battle Royal, jak i WWE 24/7 Championship. W listopadzie 2021 roku, po powołaniu na Raw w ramach Draftu 2021, Carmella zawarła sojusz z Queen Zeliną i obie wygrały WWE Women’s Tag Team Championship.

## Wczesne życie
Van Dale wychowywała się w Spencer w stanie Massachusetts. Uczęszczała do Uniwersytetu Rhode island oraz Uniwersytetu Massachusetts Dartmouth, w którym otrzymała tytuł bachelor’s degree w marketingu. Niedługo potem stała się cheerleaderką drużyny New England Patriots przez trzy sezony. Była częścią drużyny tanecznej zespołu Los Angeles Lakers w latach 2010–2011.

## Kariera profesjonalnej wrestlerki

### WWE

#### NXT (2013–2016)
W czerwcu 2013 Van Dale podpisała kontrakt z WWE i pod koniec września została przydzielona do rozwojowego brandu WWE NXT. W grudniu poinformowała, że będzie występowała pod pseudonimem ringowym Carmella.

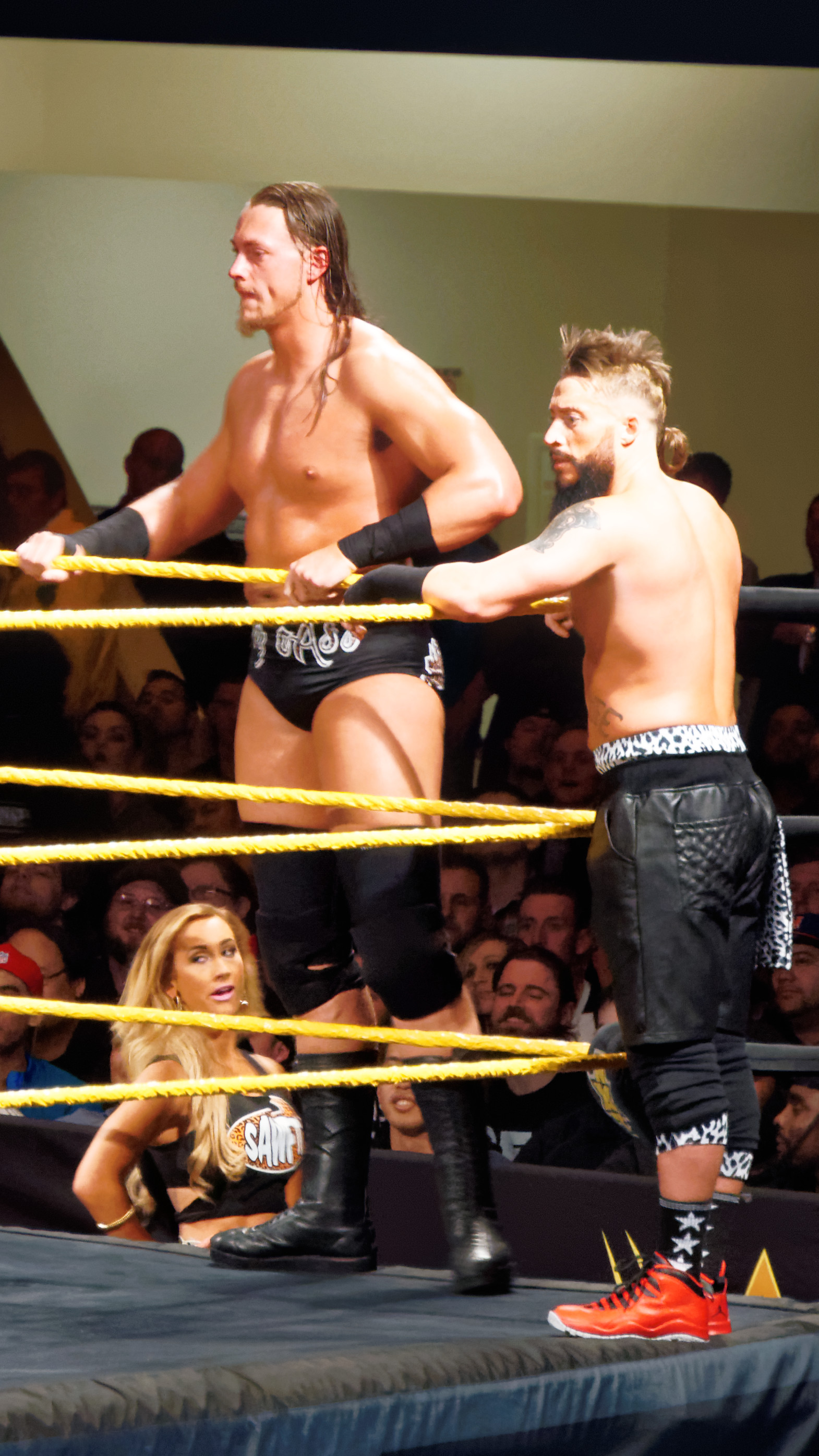
Carmella (na dole) jako menedżerka Enzo i Cassa w marcu 2015.

Carmella zadebiutowała 4 września 2014 podczas odcinka tygodniówki NXT, gdzie ku boku Enzo Amore i Colina Cassady’ego została przedstawiona jako fryzjerka. Dwa tygodnie później wystąpiła w kolejnym segmencie informującym, że straciła pracę z winy Amore i Cassady’ego, wskutek czego są jej winni szkolenia na profesjonalną wrestlerkę. Zadebiutowała w ringu 16 października i lokalną wrestlerką, którą Amore i Cassady nazwali Blue Pants. Pomimo wystąpień jako antagonistka u boku pozytywnych Amore i Cassady’ego, Carmella zdołała pokonać Blue Pants w dwóch kolejnych pojedynkach, lecz przegrała z nią 1 stycznia 2015 podczas odcinka NXT. W marcu Amore i Cassady rozpoczęli rywalizację z posiadaczami NXT Tag Team Championship Blakiem i Murphym, tym samym przemianowując postać Carmelli w face’a. 13 maja została pokonana przez Alexę Bliss, menedżerkę Blake’a i Murphy’ego. Tydzień później podczas gali NXT TakeOver: Unstoppable Bliss zaatakowała Carmellę podczas pojedynku o tytuły tag-team, co ostatecznie spowodowało wygraną dla mistrzowskiego zespołu. Pomimo kontynuowania kariery menedżerskiej dla Amore i Cassady’ego, Carmella rozpoczęła rywalizację z Evą Marie, z którą przegrała 26 sierpnia oraz 23 września.
W styczniu 2016 wygrała battle royal o miano pretendentki do tytułu NXT Women’s Championship, które było w posiadaniu Bayley. Carmella przegrała z mistrzynią 10 lutego podczas tygodniówki NXT, lecz po walce obydwie zostały zaatakowane przez Evę Marie i Nię Jax. Doprowadziło to do tag-team matchu dwa tygodnie później, który wygrały Marie i Jax. Carmella wystąpiła po raz pierwszy w głównym rosterze federacji podczas gali Roadblock z 12 marca, gdzie towarzyszyła Amore i Cassady’emu podczas walki z The Revival o NXT Tag Team Championship. 25 maja podczas tygodniówki NXT wzięła udział w triple threat matchu o miano pretendentki do tytułu kobiet NXT, który wygrała Nia Jax. 17 sierpnia wystąpiła w jej ostatniej walce w rozwojówce NXT, gdzie wraz z Liv Morgan i Nikki Glencross pokonały Darię Berenato, Mandy Rose i Alexę Bliss.

#### SmackDown (od 2016)
19 lipca Carmella została przeniesiona do brandu SmackDown jako część odbywającego się draftu. Zadebiutowała 26 lipca podczas tygodniówki SmackDown Live, gdzie skonfrontowała się z innymi przedstawicielkami rosteru kobiet. 2 sierpnia została zaatakowana przez Natalyę, co doprowadziło do przyszłotygodniowej walki, którą wygrała Carmella. Podczas gali SummerSlam ona, Becky Lynch i Naomi przegrały z Natalyą, Alexą Bliss i powracającą Nikki Bellą, która przypięła Carmellę. Dwie doby później Carmella brutalnie zaatakowała Bellę przed ich walką w ringu, tym samym stając się antagonistką. Podczas wrześniowej gali Backlash wzięła udział w six-pack elimination challenge o nowo-wprowadzony WWE SmackDown Women’s Championship, lecz została wyeliminowana przez zwyciężczynię pojedynku, Becky Lynch. Carmella kontynuowała rywalizację z Bellą, którą oskarżała, że cały jej sukces i popularność jest związana z byciem w związku z Johnem Ceną. Carmella została pokonana przez Bellę 9 października podczas gali No Mercy. Podczas gali Survivor Series odbył się 5-on-5 Survivor Series elimination match, w którym drużyna kobiet brandu Raw pokonały drużynę kobiet brandu SmackDown, do której należała Carmella. Z powodu ataku na Bellę na zapleczu, Natalya zastąpiła ją jako kapitankę zespołu. 4 grudnia podczas gali TLC: Tables, Ladders & Chairs Carmella ponownie przegrała z Bellą w no-disqualification matchu po czym wyjawiła, że to Natalya zaatakowała Bellę miesiąc wcześniej, co zamknęło rywalizację z Nikki.
20 grudnia Carmella rozpoczęła współpracę z Jamesem Ellsworthem, którego określiła „unikatowo atrakcyjnym”. Od początku roku Ellsworth zaczął menedżerować Carmellę i pomagać nieczysto odnosić zwycięstwa. 16 maja podczas tygodniówki SmackDown Live Carmella wygrała w non-title matchu z Naomi. Podczas gali Backlash ona, Natalya i Tamina wygrały z Charlotte Flair, Becky Lynch i Naomi w six-woman tag-team matchu. 18 czerwca podczas gali Money in the Bank wygrała pierwszy żeński Money in the Bank ladder match i zdobyła walizkę Money in the Bank na tytuł WWE SmackDown Women’s Championship. Jej wygrana była jednak kontrowersyjna, mianowicie Ellsworth wspiął się na drabinę, zdjął walizkę i zrzucił zawodniczce. Dwie doby później generalny menedżer SmackDown Daniel Bryan odebrał Carmelli walizkę i ogłosił rewanż na tygodniówkę SmackDown Live z 27 czerwca. Tym razem Carmella samoistnie zdobyła kontrakt i stała się oficjalną zwyciężczynią walizki.

## Inne media
Postać Carmelli po raz pierwszy przedstawiono w grze WWE 2K17. 24 lipca 2017 ogłoszono, że Carmella dołączy do obsady siódmego sezonu serialu Total Divas.

## Życie prywatne
Van Dale jest instruktorką fitness i trenerką personalną. Posiada również umiejętności taneczne. Jest córką Paula Van Dale’a, który jest emerytowanym profesjonalnym wrestlerem i występował w WWE jako jobber. Jej idolkami są Miss Elizabeth i Trish Stratus. Van Dale spotyka się z wrestlerem Williamem Morrisseyem, który występuje pod pseudonimem Big Cass.

## Styl walki
- Finishery
  - Mella Buster[52] (Sitout facebuster)[53][54] – 2016, od 2020; parodia ruchu Nikki Belli, występuje w różnych wersjach: zza pleców (oryginalny, charakterystyczny tylko dla Carmelli) i atak z przodu, który jest bardziej charakterystyczny dla Belli.
  - Code of Silence[55][56] (Zmodyfikowany figure-four headscissors, często przeistaczany w reverse STO)[57][58] – od 2014
  - Superkick[28][58][59] – od 2016
- Inne ruchy
  - Atomic drop[24][58]
  - Bodyscissors[16][60]
  - Wariacje ruchu big boot
    - Z rozbiegu na klęczącego oponenta[61][62]
    - Podczas wykonywania szpagatu[24][57][58][63]

  - Wariacje przypięć
    - Backslide pin[56][63]
    - Crucifix pin[24][26]
    - Oklahoma roll[20][56]
    - Schoolgirl[24][26][56][59]
    - Small package[20][24]

  - Monkey flip[24][58][59][63]
  - Reverse STO[64]
  - Rope-aided hurricanrana[19][56][57][61]
  - Running single leg dropkick[56][58][60][63]
  - Suicide dive, czasem wykonane kilkukrotnie[24][28]
  - Sitout rear mat slam[56][61][62]
  - Staten Island Shuffle[19] (Running turnbuckle thrust[19] lub running bronco buster[24][57][58][63])
  - Tilt-a-whirl headscissors takedown[65]
  - Thesz press wraz z wielokrotnymi ciosami[57][61][62][63]
  - Turnbuckle handstand przeistaczany w ruch frankensteiner[66]
  - Vertical suplex[16][26]
- Przydomki
  - „Ms. Money in the Bank”[67]
  - „The Princess of Staten Island”[10]
- Menedżerowie
  - James Ellsworth[41]
- Menedżerowane osoby
  - Enzo Amore i Colin Cassady[4][68]
- Motywy muzyczne
  - „Fabulous” ~ CFO$[69] (NXT/WWE; od 16 października 2014)
  - „Sawft is a Sin” ~ CFO$ i Enzo Amore[70] (NXT; 20 maja 2015 – 12 marca 2016; używany podczas menedżerowania Enzo Amore i Colina Cassady’ego)

## Mistrzostwa i osiągnięcia
- Pro Wrestling Illustrated
  - PWI umieściło ją na 44. miejscu w top 50 wrestlerek rankingu PWI Female 50 w 2016[71]
- WWE
  - Money in the Bank (2017, roster kobiet) (2 razy)[a]
  - WWE SmackDown Women’s Championship (1 raz)[72]
  - WWE Women’s Tag Team Championship (1 raz) – z Queen Zeliną